# Fullerö (naturreservat)
Fullerö är ett naturreservat i Västerås kommun i Västmanlands län.
Området är naturskyddat sedan 1993 och är 106 hektar stort. Reservatet omfattar en del av en udde i Fulleröfjärden (Mälaren). Reservatet består av ädellövskog med ek, lind, lönn och hassel.